# 3455 Kristensen
3455 Kristensen è un asteroide della fascia principale. Scoperto nel 1985, presenta un'orbita caratterizzata da un semiasse maggiore pari a 2,2431410 UA e da un'eccentricità di 0,0645868, inclinata di 3,55723° rispetto all'eclittica.
Dal 18 settembre 1986 al 13 febbraio 1987, quando 3499 Hoppe ricevette la denominazione ufficiale, è stato l'asteroide denominato con il più alto numero ordinale. Prima della sua denominazione, il primato era di 3432 Kobuchizawa.
L'asteroide è dedicato all'astronomo tedesco Leif Kahl Kristensen.